# Kurt Frör
Kurt Frör (* 10. Oktober 1905 in Rothenburg ob der Tauber; † 16. Februar 1980 in Erlangen) war ein deutscher evangelischer Geistlicher und Hochschullehrer.

## Leben
Kurt Frör war der Sohn des Studienrats Franz Frör.

### Ausbildung
Er besuchte von 1915 bis 1924 das Dom-Gymnasium in Freiburg und immatrikulierte sich 1924 für ein Studium der Philosophie und der Theologie an der Universität München; er setzte seine Studien an der Universität Kiel, der Universität Berlin und an der Universität Erlangen bis 1928 fort. Seine Examensarbeit – 1928 bei Paul Althaus in Erlangen entstanden – war 1932 unter dem Titel Evangelisches Denken und Katholizismus seit Schleiermacher in Albert Lempps Verlag erschienen.
Am 9. März 1928 bestand er sein Erstes Theologisches Examen in Ansbach und am 22. März 1930 erhielt er an der Universität Erlangen sein Lic. theol. Sein Zweites Theologisches Examen hatte er am 10. September 1931 in Ansbach.

### Laufbahn
Kurt Frör wurde am 9. Oktober 1928 Pfarramtsverweser in Reichenhall und am 2. November 1928 erfolgte seine Ordination. Bereits kurz darauf wurde er am 1. Dezember 1928 Stadtvikar in München-Sendling, bis er am 1. April 1932 unter Direktor Julius Schieder (1888–1964) Studieninspektor am Predigerseminar in Nürnberg und am 1. Mai 1935 dort Stadtvikar wurde. Am 1. August 1936 erhielt er seine Ernennung zum zweiten Pfarrer an der Christuskirche und am 1. Juli 1945 zum Pfarrer an der Stephanuskirche in München. Am 1. September 1949 wurde er in Rummelsberg in der Rummelsberger Diakonie Beauftragter für die kirchliche Unterweisung in der evangelisch-lutherischen Kirche in Bayern.
Er begann am 1. Oktober 1952 mit seiner Lehrtätigkeit als außerordentlicher Professor für Praktische Theologie an der Universität Erlangen, allerdings mit dem Rang und den Pflichten eines ordentlichen Professor; am 1. April 1959 erfolgte seine Ernennung zum ordentlichen Professor für Praktische Theologie, Pädagogik und Didaktik; dazu wurde er am 1. Mai 1964 Universitätsprediger. Seine Emeritierung erfolgte am 31. März 1972.
Zu seinen Studenten gehörten unter anderem Walter Rupprecht, Dietrich Stollberg und Richard Riess.

### Familie
Kurt Frör war seit 1935 in erster Ehe mit Maria Frör (geborene Nicol) verheiratet, gemeinsam hatten sie ein Kind. Nach der Hochzeit mit Berta Frör (geborene Dietzfelbinger) 1941 hatte er mit seiner zweiten Ehefrau weitere drei Kinder.

### Schriftstellerisches Wirken
Kurt Frör beschäftigte sich mit der Auslegung von Luthers Kleinem Katechismus im Religionsunterricht und orientierte das Konzept der Evangelischen Unterweisung 1952 in seinem Werk Erziehung und Kerygma an der lutherischen Lehre von den zwei Regimenten Gottes und konnte so die Erziehung als rein weltliches Geschehen von der kerygmatischen Dimension, die sich in christlicher Belehrung, Erziehung und Seelsorge vollzog, begrifflich differenzieren. Somit war die Basis für ein Gespräch auf Augenhöhe zwischen Allgemeiner Pädagogik und Religionspädagogik grundgelegt.
Er veröffentlichte auch in der Schriftenreihe Bekennende Kirche.

### Wirken im kirchlichen Widerstand gegen das NS-Regime (Kirchenkampf)
Zunächst sah Kurt Frör im Nationalsozialismus „Gottes barmherzige Hilfe“ gegen das „pädagogische Chaos“ des Weimarer Liberalismus und wies immer wieder auf die gemeinsamen Ideale evangelischer und nationalsozialistischer Erziehung hin: Dienst, Opfer, Kameradschaft, Treue etc. Andererseits bekannte er sich auch dazu, dass die Kirche Jesu Christi als politisch zentralisierte „überkonfessionelle“ Nationalkirche niemals legitim sein könne, so nahm er anfangs eine für die bayerische Landeskirche und weite Teile der Bekennenden Kirche typische Haltung ein: In einem von ihm verfassten Flugblatt der bayerischen Volksmission Kirche und Rasse vom Dezember 1933 bejahte er einerseits die Rasse als von Gott gegebene Schöpfungsordnung und sprach sich für die Erhaltung, Reinigung und Gesundung unserer Rasse aus, verurteilte andererseits aber die Vergötzung der Rasse zu einer neuen Religion und wandte sich scharf gegen einen Rassenkampf, der die Ausrottung eines moralischen und religiös verpesteten Halbtieres betreibt.
Er hatte sich bereits früh der Bekennenden Kirche angeschlossen und gehörte zu den Gründungsmitgliedern der bayerischen Pfarrbruderschaft und unterhielt Kontakte zu Martin Niemöller (1892–1984) und zum Pfarrernotbund. Als im Oktober 1934 die bayerische Landeskirche gewaltsam in die Reichskirche eingegliedert wurde, erfolgte seine Amtsenthebung, ebenso wie die vom Landesbischof Hans Meiser (1881–1956) und Julius Schieder, die jedoch, aufgrund der Proteste der evangelischen Gemeindemitglieder wieder aufgehoben wurden.
Er lehnte die Deutschen Christen entschieden von Anfang an ab, da es eine Zerstörung der Kirche sei, wenn man Volk, Staat, Art und Rasse als religiöse Offenbarung neben oder über Christus stellt. Er trat im Kampf um die christliche Erziehung der Jugend und den Erhalt der Bekenntnisschulen hervor und veröffentlichte zahlreiche programmatische Schriften wie Der notwendige Kampf für die Bekenntnisschule und Recht und Auftrag christlicher Erziehung und wurde 1935 Mitglied der Schulkammer der Ersten Vorläufigen Kirchenleitung (VKL), des obersten Leitungsgremiums der Bekennenden Kirche und nahm an der vierten Bekenntnissynode in Bad Oynhausen teil. In der Folge geriet er, auch weil er sich für verfolgte Pfarrer, unter anderem Eduard Putz (1907–1990), einsetzte und gegen die von den Nationalsozialisten betriebene Ausschaltung der Kirche aus dem öffentlichen Leben kämpfte, zunehmend in Konflikte mit dem NS-Regime. Er wurde mehrfach wegen des Verfassens und Versendens von gegen die NS-Kirchenpolitik gerichteten Flugschriften von der Gestapo verhört und erhielt Redeverbote. 1937 erschien seine Schrift Die babylonische Gefangenschaft der Kirche, in der er entschieden vor jeder Vereinnahmung der Kirche durch den Staat warnte.
Nach der Verhaftung von Martin Niemöller vervielfältigte und verbreitete er zusammen mit Walter Hildmann, Wilhelm Schinner und Georg Roth ein Flugblatt, das die Gemeinden über diesen staatlichen Willkürakt aufklären sollte. Wegen dieses Flugblatts wurde er im Juni 1939 vom Münchner Sondergericht zu 6 Monaten Haft verurteilt, die er gegen Zahlung von 1000 Reichsmark jedoch nicht antreten musste.
Er wurde Mitglied und zeitweise Leiter des Kreises um den Münchner Verleger Albert Lempp, der Landesbischof Hans Meiser Ostern 1943 mit dem berühmten „Münchner Laienbrief“ zu einer öffentlichen Stellungnahme gegen die Verfolgung und Vernichtung der Juden zu bewegen versuchte, und zu dem unter anderem Carl Gunther Schweitzer, Emil Höchstädter, Hermann Diem, Walter Classen und Willi Hengstenberg gehörten. Außerdem war er Angehöriger des Münchner Netzwerks, das verfolgten „Nichtariern“ zu helfen versuchte.
Im Lempp’schen Kreis war er die Schnittstelle zwischen diesem Kreis und dem Hilfsnetzwerk um die Quäker Annemarie (1897–1995) und Rudolf Cohen (1864–1953), die Ende der 1930er Jahre zahlreichen Juden zur Flucht verhelfen konnten.
Bei den Evangelischen Wochen war er Mitglied der Beratenden Kammer für Akademiker-Arbeit.

## Ehrungen und Auszeichnungen
- Kurt Frör wurde durch die Theologische Fakultät der Universität Erlangen 1954 zum Dr. theol. h. c. ernannt.
- Anlässlich seines 100. Geburtstages wurde 2005 ein Symposium an der Universität Erlangen abgehalten[11].

## Mitgliedschaften
- Kurt Frör war von 1952 bis 1963 Mitglied der Kommission für Erziehungsfragen im Lutherischen Weltbund.
- Er war Mitglied des Vorstands und des wissenschaftlichen Beirats des Comenius-Instituts in Münster.

## Schriften (Auswahl)
- Evangelisches denken und Katholizismus seit Schleiermacher. München: C. Kaiser, 1932.
- Was heisst evangelische Erziehung? Grundlegung einer evangelischen Lehre der Erziehung. München: Chr. Kayser, 1933.
- Von der Landeskirche zur Reichskirche - Grundsätzliches zur Haltung des bayerischen Luthertums. München, C. Kaiser, 1934.
- Geist und Gestalt der deutschen Christen. Nürnberg: Bekenntnisgemeinschaft 1935.
- Recht und Auftrag christlicher Erziehung. München: Kaiser, 1936.
- Die Schulforderungen der Deutschen Glaubensbewegung. Göttingen Verl. „Junge Kirche“ 1936.
- Die babylonische Gefangenschaft der Kirche. Erlangen: Selbstverlag der Pfarrbruderschaft 1940.
- Der notwendige Kampf um die Bekenntnisschule. Wuppertal-Barmen, Umbruch-Verlag 1940.
- mit Paul Althaus & Gerhard Schmidt: Theologie im Dienst des Unterrichts. München, Chr. Kaiser, 1950.
- Erläuterungen zum neuen Lehrplan für den kirchlichen Unterricht an den Volksschulen. München: Evang. Presseverb. für Bayern 1950.
- Erziehung und Kerygma: Ein Beitrag zum Gespräch zwischen Erziehungswissenschaft und Theologie. München, Chr. Kaiser, 1952.
- Eine biblische Unterweisung nach dem Gang der Heilsgeschichte. München Verlag des Evangelischen Presseverbandes für Bayern 1954.
- mit Alfred Ringwald & Erich Vogt: Das ewige Wort: die Bibel, ihre Handschriften, Drucke und Übersetzungen von den Anfängen bis zur Gegenwart. Stuttgart : Privileg. Württ. Bibelanstalt, 1955.
- Das Zeichnen im kirchlichen Unterricht, ein Arbeitsbuch. München, Chr. Kaiser, 1958.
- Confirmatio: Forschungen zur Geschichte und Praxis der Konfirmation. München: Evang. Presseverband für Bayern, 1959.
- Christentum und Schule. München Kaiser 1959.
- Der kirchliche Unterricht an der Volksschule. München Verlag des Evangelischen Presseverbandes für Bayern 1960.
- Die Kirchen, ihr Miterziehungsauftrag und Miterziehungswille. Frankfurt a. M.: Hirschgraben 1961.
- Die augsburgische Konfession: für den Unterricht an höheren Schulen. München : C. Kaiser, 1962.
- Zur Geschichte und Ordnung der Konfirmation in den lutherischen Kirchen. Aus den Verhandlungen des Internationalen Seminars des Lutherischen Weltbundes in Loccum 1961 über Fragen der Konfirmation. München, Claudius 1962.
- mit Wilhelm Maurer: Hirtenamt und mündige Gemeinde: Ein theologisches Votum zur Kirchenreform. München, 1966.
- Die evangelische Unterweisung an der Volksschule ein Vorbereitungswerk im Anschluß an den Lehrplan für die evangelische Unterweisung an den Volksschulen im Gebiet der Evangelischen Kirche im Rheinland, der Evangelischen Kirche von Westfalen und der Lippischen Landeskirche. Dortmund Crüwell 1967.
- Wege zur Schriftauslegung: biblische Hermeneutik für Unterricht und Predigt. Düsseldorf, 1968.
- Grundriss der Religionspädagogik: Im Umfeld der modernen Erziehungswissenschaft. Konstanz: Bahn, 1975.